# Carlo Sellitto

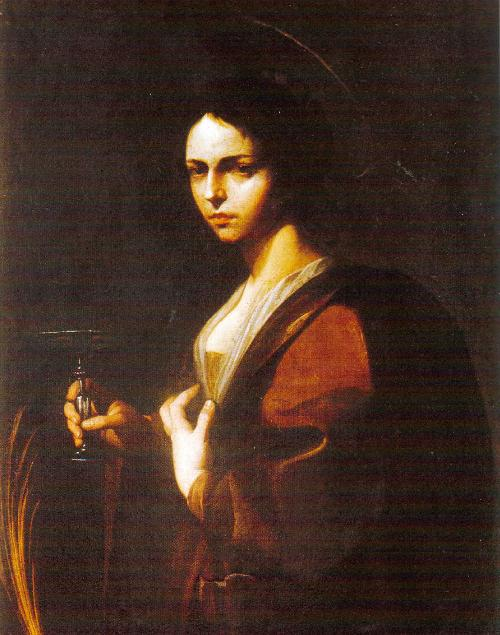
Santa Lucía, Museo Regionale, Messina.

Carlo Infantino, conocido artísticamente como Carlo Sellitto (Nápoles, 1581-Nápoles, 2 de octubre de 1614) fue un pintor barroco italiano, muy cercano al estilo de Caravaggio.

## Biografía

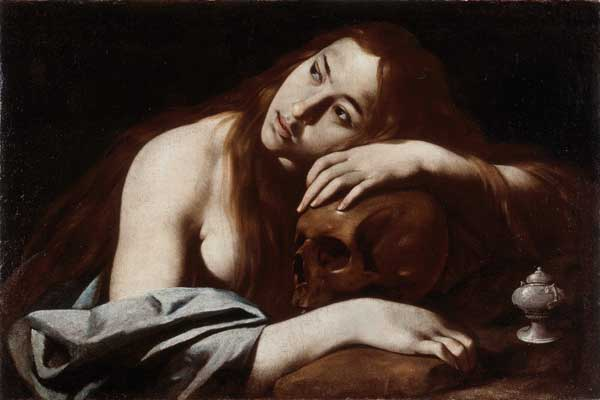
Magdalena penitente, por Carlo Sellitto.

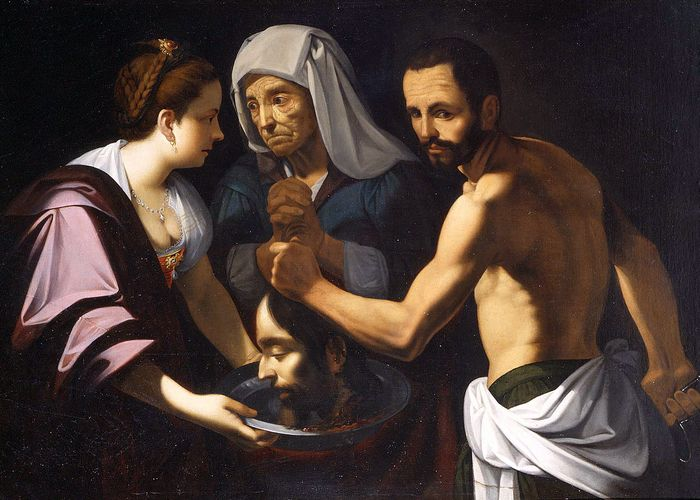
Salomé recibe la cabeza del Bautista.

Hijo del pintor y dorador Sebastiano Infantino, natural de la región de Basilicata emigrado a Nápoles, que adoptó como apellido el de su madre. Formado en el estudio del pintor piamontés Giovanni Antonio Ardito y a partir de 1591, en el del flamenco Loise Croys, tuvo por condiscípulos al francés François de Nomé y a Filippo D'Angeli.
Se emancipó como artista en 1607 y estableció un taller en la Via Donnalbina de Nápoles. Inicialmente siguió un estilo fuertemente manierista, pero la visita de Caravaggio a Nápoles le influyó decisivamente, convirtiéndose desde entonces en uno de los más importantes pintores caravaggistas de Nápoles.
La visita de Guido Reni a Nápoles en 1611-12 tuvo una fuerte influencia en la última época de Sellito, que embelleció su paleta de colores.
Alcanzó un notable éxito como retratista de la aristocracia y burguesía napolitana. También practicó la pintura de género y la naturaleza muerta, pero no se conserva ninguna obra de este tipo, aunque existen pruebas documentales de ellas. Se destacó como músico.
Sellitto falleció en 1614, tras una breve enfermedad. Hacía solo un año que se había casado con Porzia Pirrone, la mujer por la que había roto el compromiso contraído con Claudia Croys, la hija de su maestro. Dejó inconcluso el Crucifijo antes en la iglesia de Santa Maria de Portanova. La Liberación de San Pedro, que le había sido encargada, sería finalmente realizada por Battistello Caracciolo.

## Obras destacadas
- Virgen de los Ángeles entre San Francisco y San Antonio de Padua (San Nicola di Bari, Laura Superiore)
- San Pedro es salvado de las aguas (Santa Maria di Monteoliveto, Nápoles)
- Adoración de los pastores (Ospedale degli Incurabili, Nápoles)
- Baco (1610, Städelsches Kunstinstitut, Frankfurt)
- David con la cabeza de Goliath (Colección privada)
- Santa Lucía (Museo Regionale, Messina)
- Visión de Santa Cándida (Sant'Angelo a Nilo, Nápoles)
- Martirio de San Andrés
- Virgen del Sufragio con donante (1606, San Luigi Gonzaga, Aliano)
- Salomé recibe la cabeza del Bautista (Studio Crinelli, Roma)
- Historias de San Pedro iglesia de Santa Ana de los Lombardos, Nápoles (1608).
- San Carlos Borromeo (1610, Museo de Capodimonte)
- Santa Cecilia (Museo de Capodimonte)
- Virgen del Sufragio con los santos Francisco y Domingo (San Antonio, Melfi)
- San Antonio de Padua (Incoronata, Capodimonte)
- Magdalena penitente (Museo de Capodimonte)
- Distribución del Rosario (Santi Luca e Giuliano, Grottole)
- Crucifijo, iglesia de Santa Maria de Portanova, Nápoles (1614, actualmente desaparecido). Esta es su última obra, inacabada.